# Runbook
En un sistema de informática o de red, un Runbook es una rutina de compilación de los procedimientos y operaciones realizados por el administrador o el operador del sistema. Los Runbooks se utilizan con frecuencia en los departamentos de tecnología de la información de las empresas comerciales y centros de operaciones de red como referencia para los administradores de sistemas. Pueden existir como libro ya sea en formato físico como electrónico. 
Típicamente, un runbook contendrá los procedimientos para iniciar, detener y supervisar el sistema. También puede contener descripciones de peticiones especiales para la manipulación y manejo de contingencias. Un runbook eficaz permitirá a otros operadores, con la condicionante de tener cierta inducción o experiencia previa, gestionar eficazmente y solucionar problemas de un sistema. 
Los runbooks suelen ser creados por los proveedores de servicios de administración. Entre ellos figuran los procedimientos previstos para cada escenario y -en general- el uso paso a paso de árboles de decisión para determinar el eficaz curso de acción dado un escenario particular.